# 949 Hel
949 Hel eller 1921 JK är en asteroid upptäckt den 11 mars 1921 av den tyske astronomen Max Wolf i Heidelberg. Asteroiden har fått sitt namn efter Hel, underjordens och dödsrikets härskarinna inom nordisk mytologi.